# Rupert Obholzer
Rupert Obholzer est un rameur britannique né le 27 mars 1970 à Le Cap.

## Biographie
Il dispute les épreuves d'aviron aux Jeux olympiques d'été de 1996 à Atlanta où il remporte une médaille de bronze en quatre sans barreur.

## Palmarès

### Jeux olympiques
- Jeux olympiques d'été de 1996 à Atlanta
  -  Médaille de bronze en quatre sans barreur[1]

### Championnats du monde
- Championnats du monde d'aviron 1989 à Bled
  -  Médaille de bronze
- Championnats du monde d'aviron 1994 à Indianapolis
  -  Médaille de bronze
- Championnats du monde d'aviron 1995 à Tampere
  -  Médaille d'argent